# Ricardo Francisco Rojas
Ricardo Francisco Rojas Trujillo (Vallenar, 7 de maio de 1974) é um ex-futebolista chileno. 

## Carreira
Ricardo Rojas representou a Seleção Chilena de Futebol nas Copa América de 1997 e 2001.